# Henk Bouwman (organist)

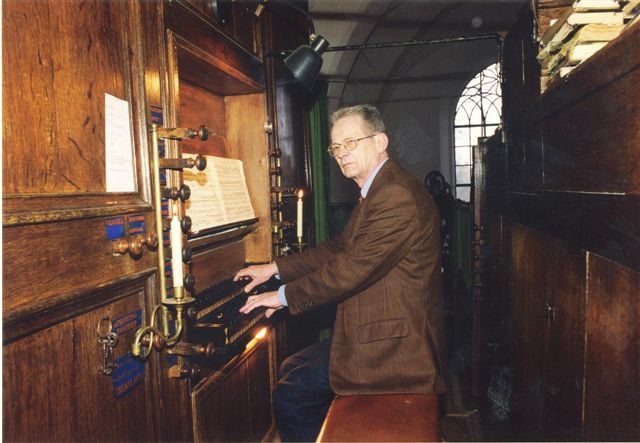
Henk Bouwman aan de klavieren van het orgel in Nijkerk

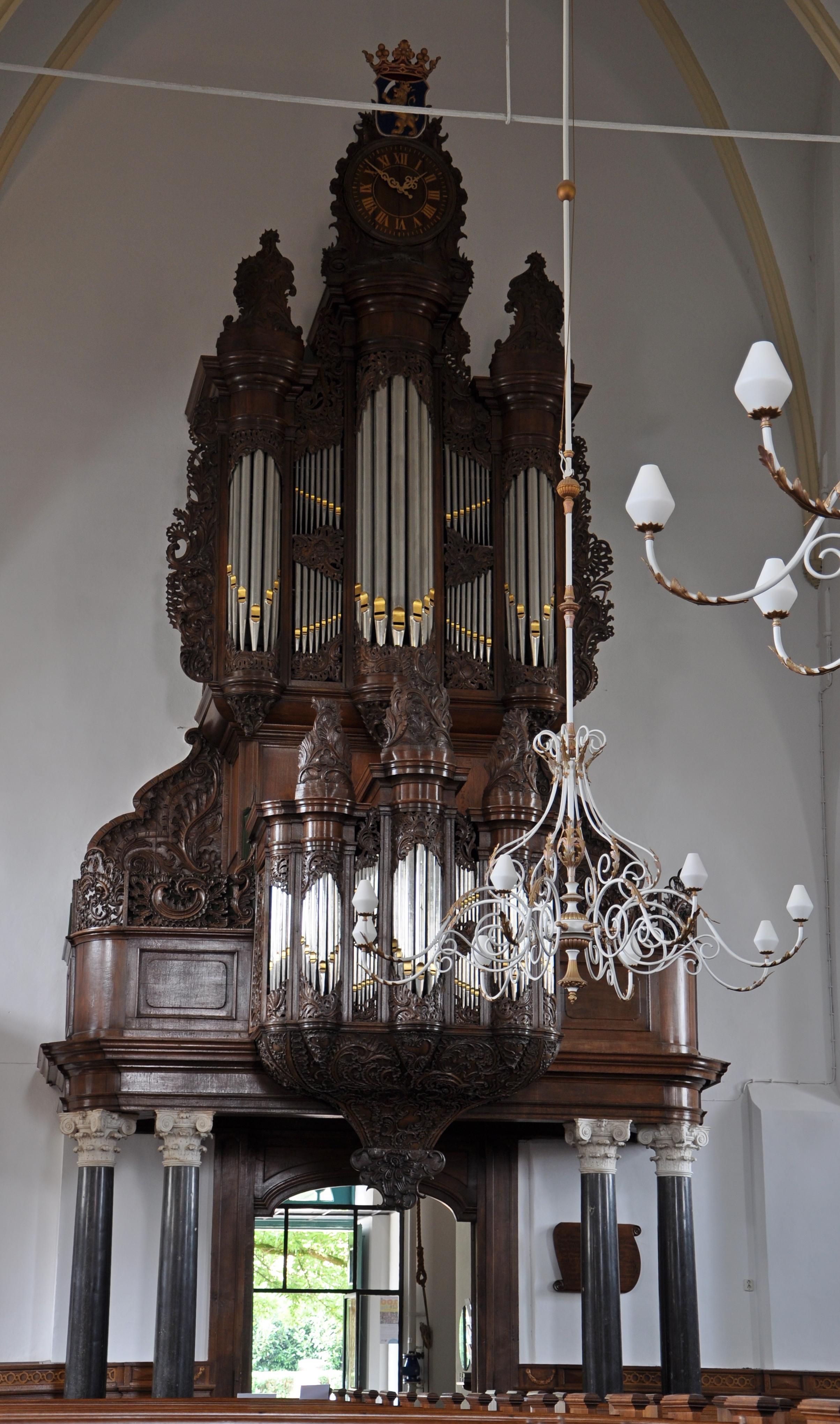
Het orgel in Nijkerk

Henk Bouwman (Nijkerk, 1 september 1938 – aldaar, 9 december 2007) was orgelbouwer en tevens kerkorganist van de Grote- of Sint Catherinakerk te Nijkerk.

## Levensloop
Bouwman kreeg enkele jaren les van zijn vader, Hein Bouwman, en later ook van Willem Hülsmann te Amersfoort. Daarnaast ontving hij ook orgellessen van Lambert Erné te Utrecht. In 1981 werd hij aangesteld als hoofdorganist van de Grote Kerk te Nijkerk. Hij volgde hierbij zijn vader, Hein Bouwman, op die in dat jaar overleden is.
Sinds 1955 was hij werkzaam bij de orgelbouwers Gebr. Van Vulpen te Utrecht, alwaar hij betrokken was bij de bouw en restauraties van belangrijke instrumenten in Nederland, maar ook daarbuiten. Mede dankzij hem kwam de restauratie van 'zijn' orgel in de Grote Kerk te Nijkerk tot stand, waarbij het instrument weer in oude staat hersteld is.
Als vaste organist van de Grote Kerk te Nijkerk, leverde hij zijn bijdrage aan diverse lp/cd-opnames. Zowel als begeleiding van koor- en samenzang, als aan solo-orgelopnames.
Daarnaast schreef hij een boekwerk over het orgel in de Grote Kerk te Nijkerk.
In de zomermaanden verzorgde hij, eveneens in Nijkerk, doorgaans een van de orgelconcerten in de concertserie.
Na een tijd van ziekte, met als gevolg zijn overlijden in 2007, is de functie van hoofdorganist overgenomen door Bas Blankesteijn.

## Discografie
- HENK BOUWMAN bespeelt het orgel in de Grote Kerk te Nijkerk. Bach-Krebs-Pachelbel-Mendelssohn. Jaar: 1975.
- Henk Bouwman - Grote Kerk - Nijkerk. Bach-Böhm-Kirnberger-Vierling. Jaar: onbekend.
- Gemeentezang van niet-ritmisch gezongen Psalmen vanuit Urk, Nijkerk, Bunschoten-Spakenburg en Tholen (nummers 3, 4 en 12) (orgelbegeleiding). Jaar: onbekend.
- Nijkerkse klanken. J. Stanley en C.H. Rinck: Orgelwerken. (carillon en orgel van de Grote Kerk van Nijkerk) Jaar: 2005